# ماندیسا استیونسون
ماندیسا استیونسون (انگلیسی: Mandisa Stevenson؛ زادهٔ ۴ فوریهٔ ۱۹۸۲) بازیکن بسکتبال اهل ایالات متحده آمریکا است.
از باشگاه‌هایی که در آن بازی کرده‌است می‌توان به فینکس مرکوری اشاره کرد.